# Großsteingrab Venslev Marker 7
Das Großsteingrab Venslev Marker 7 ist eine megalithische Grabanlage der jungsteinzeitlichen Nordgruppe der Trichterbecherkultur im Kirchspiel Ferslev in der dänischen Kommune Frederikssund.

## Lage
Das Grab liegt am Ostrand des Waldgebiets Sømer Skov auf einer Wiese. 110 m westsüdwestlich befindet sich das Großsteingrab Orkenspends Dys und 200 m westlich das Großsteingrab Maredys. In der näheren Umgebung gibt bzw. gab es zahlreiche weitere megalithische Grabanlagen.

## Forschungsgeschichte
In den Jahren 1873 und 1942 führten Mitarbeiter des Dänischen Nationalmuseums Dokumentationen der Fundstelle durch. 1890 wurden Zeichnungen des Grabes angefertigt. Eine weitere Dokumentation erfolgte 1989 durch Mitarbeiter der Forst- und Naturbehörde.

## Beschreibung
Die Anlage besitzt eine runde Hügelschüttung mit einem Durchmesser von 13 m und einer Höhe von 2 m. Eine steinerne Umfassung ist nicht erkennbar. Die Grabkammer liegt in der Mitte des Hügels und ist als Ganggrab anzusprechen. Sie ist nordnordwest-südsüdöstlich orientiert und hat eine Länge von etwa 4 m. Die Kammer steckt tief im Hügel, es sind nur zwei Decksteine erkennbar. An der ostsüdöstlichen Langseite befindet sich der Zugang zur Kammer. Ihm ist ein ostsüdost-westnordwestlich orientierter Gang mit einer Länge von mindestens 5,5 m vorgelagert. Auch vom Gang sind lediglich zwei Decksteine sichtbar.